# Castello di Stilo

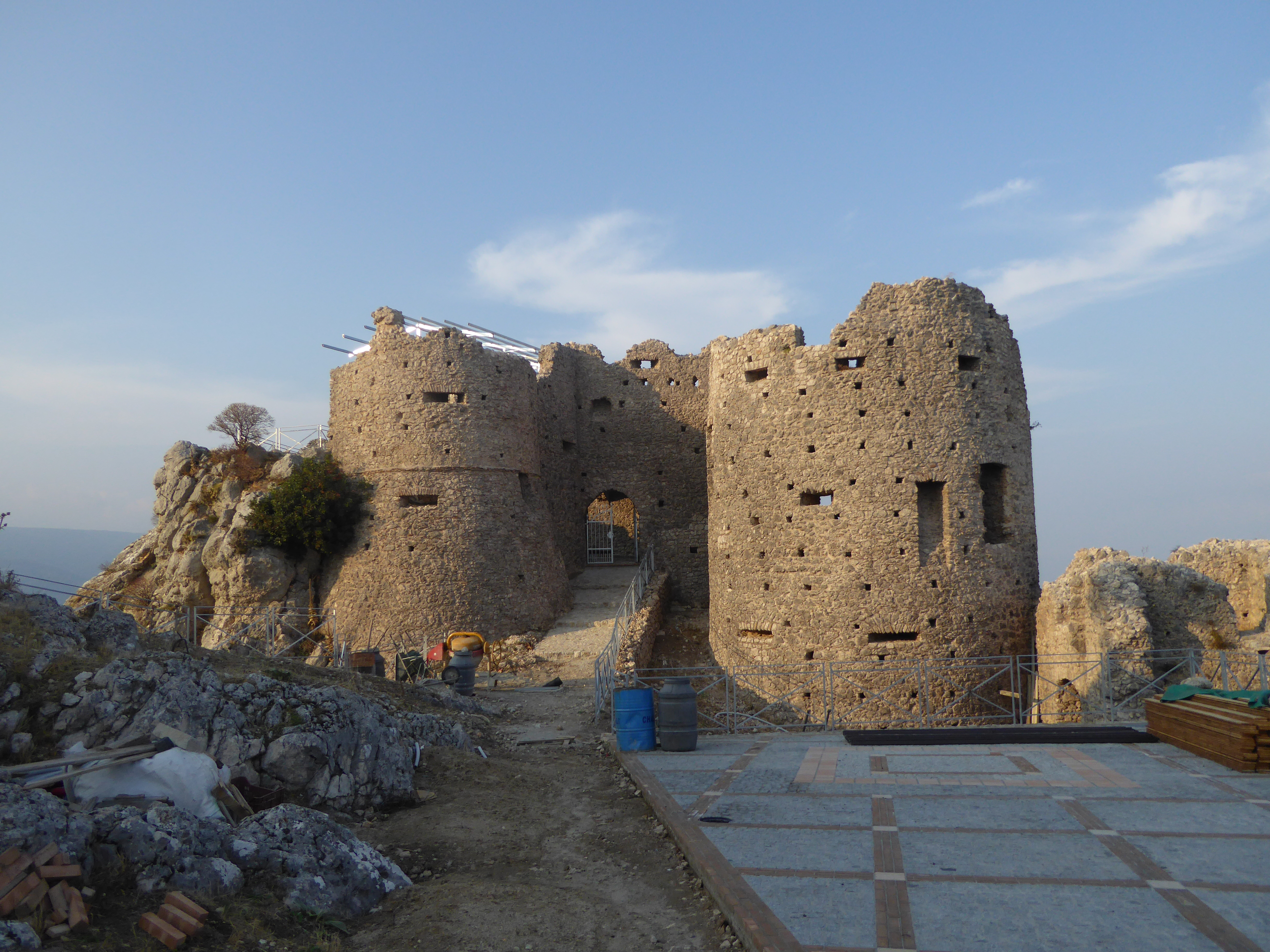
Das Castello im August 2015

Das Castello di Stilo (auch: Castello normanno) ist eine Burg aus der normannischen Epoche in Stilo in Kalabrien. Es wurde von Ruggero I. di Sicilia im 11. Jahrhundert auf dem Monte Consolino errichtet.

## Gestalt
Das Castello verfügt über einige dreieckige Türme. Die Türme in der Mauer sind rund und mit Schießscharten versehen. Einer der Türme wird als Altavilla bezeichnet.
Die Mitte der Burg bildet eine Kapelle mit einem Hauptaltar und vier Seitenaltären. Mittels Rohren und Kanälen aus Steingutfliesen wurde in einer Zisterne unter dem Gebäude Regenwasser gesammelt.

## Geschichte
Der erste schriftliche Beleg für die Burg findet sich am 7. Mai 1093 in einer Konzession von Ruggero an San Bruno: „elegerunt itaque quondam solitudinis locum inter locum qui dicitur Arena et oppidum quod appelatur Stilum“.
Im 13. Jahrhundert war das Castello eines von 17 kalabrischen Kastellen, die von der königlichen Curie (Reale Curia) unter Karl I. verwaltet wurden. Es diente auch als Gefängnis. Im gleichen Zeitraum wurde es auch einige Male repariert, wie folio 233 des Archivio della Regia Zecca von 1281 mitteilt.
Im Registro Regio findet sich am  14. April 1323 ein Eintrag des Herzog von Kalabrien, des Sohnes von König Robert. Er überließ das Castello an den „Nobile, Contestabile, Barone di Settingiano“ Marco, dessen Nachfahren dann lange dort regierten.
Im 16. Jahrhundert wurde das Castello vom Herrn der Provinz (Preside della Provincia) mit 4000 Fußsoldaten und 2000 Reitern drei Monate lang belagert und dann dem Duca D’Arena überlassen, wie der Gelehrte Vito Capialbi berichtete.
1677 beschreibt Padre Apollinare Agresta in seinem Werk La vita di San Giovanni Theresti (Das Leben des Hl. Giovanni Theresti) die Gegend folgendermaßen: „Die Stadt, obwohl sie schon befestigt ist, ist noch mit Verteidigungsanlagen  ausgestattet und wurde auch durch die Festung uneinnehmbar gemacht, die turmbewehrt auf dem Gipfel des Berges thront und mit ihrer Überlegenheit diese (Stadt) beherrscht, und sie gibt Sicherheit gegen jeden Feind, wie zahlreich er auch sei: In der Tat war diese Festung stärker als die anderen der Provinz, sie war in jenen Tagen sehr wertvoll für den König und genoss einige Vorrechte und unter anderem, dass viele Barone und Grundbesitzer Zahlungen leisten mussten.“
Die nächste Erwähnung stammt aus dem 17. Jahrhundert, von Giovanni Fiore da Cropani in seinem Werk Della Calabria illustrata. Im 18. Jahrhundert im Königreich Neapel wurde das Castello von einem Castellan verwaltet, der direkt dem König unterstand und der mit zwei tarì täglich entlohnt wurde.
Im 19. Jahrhundert verfiel das Castello. Seit 2009 wird es restauriert.

## Zugänge

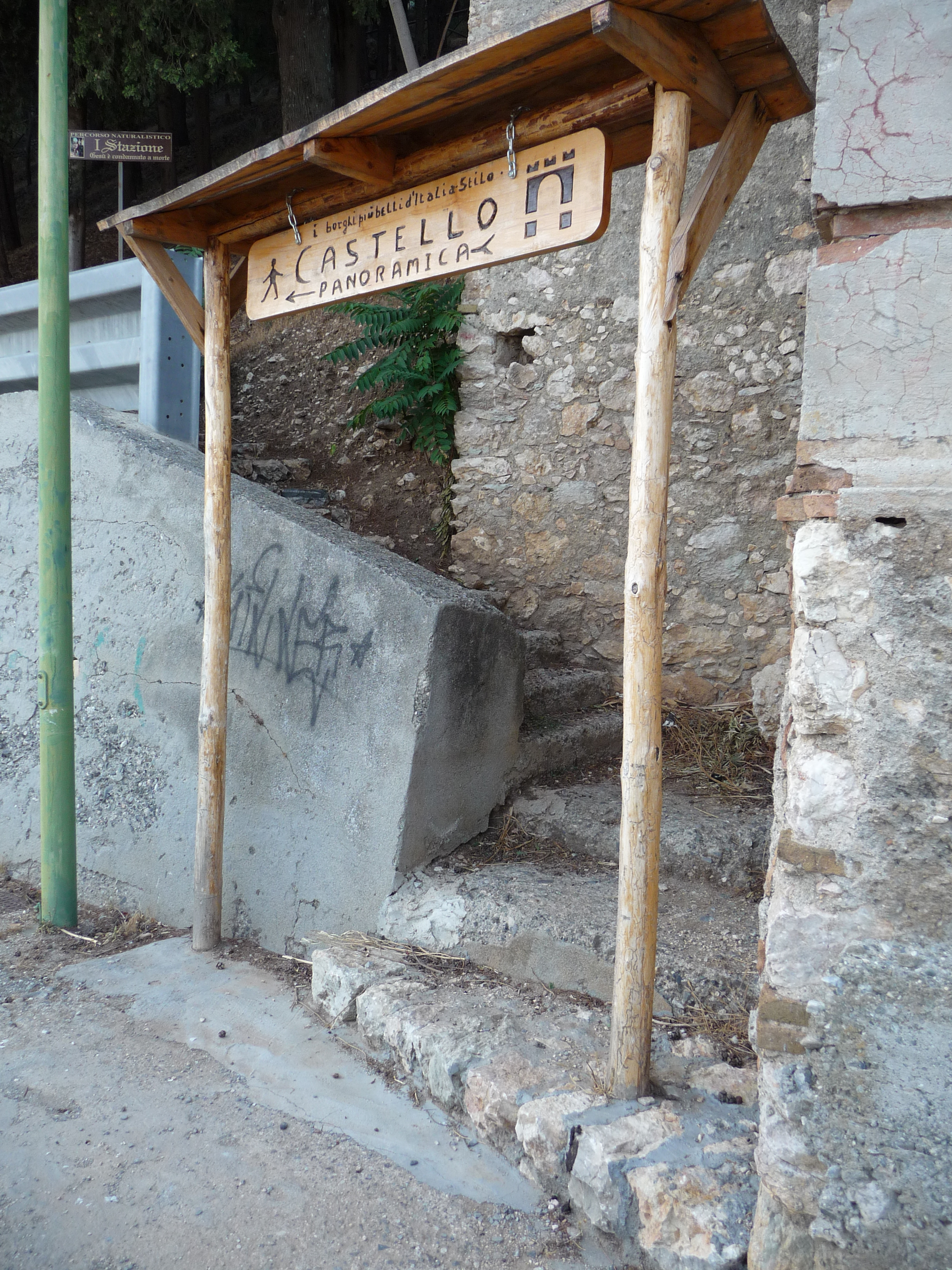
Beginn des Aufstiegs zum Castello Normanno neben der Cattolica di Stilo.

Das Castello liegt gut 200 Höhenmeter über dem Ort und kann über zwei Fußwege erreicht werden. Einer der Zugänge zur Burg führt vorbei an der Kirche Cattolica di Stilo und folgt zunächst dem Kreuzweg, an dessen Ende man schon die Burg sehen kann, die man nach einem kurzen Anstieg erreicht.
Eine Alternativroute beginnt am Friedhof von Stilo. Der Weg ist zunächst gepflastert und auch noch befahrbar und windet sich kurvenreich zum Gipfel. Gegen Ende verengt sich der Weg. An einer Kreuzung nimmt man den rechten Weg, der sich allmählich wieder verbreitert, um auf den Vorplatz der Burg zu münden. Rechter Hand, in Richtung aufs Meer, sieht man einige alte Befestigungen. 2015 wurde auf diesem Weg eine kleine Einschienenbahn gebaut.

## Legenden über das Castello normanno

### Die Sarrazenische Belagerung (L’assedio saraceno)
Nach einer Legende landete der arabische Kalif Ibrahim ibn Ahmad von Sizilien 982 in Kalabrien, das damals zum byzantinischen Reich gehörte, und wollte das Gebiet erobern. Er kam zur Burg, die zu dieser Zeit wohl noch nicht vorhanden war, wohin sich die Einwohner der Region auf Anweisung des granduca geflüchtet hatten. Der Ort war nur durch einen schmalen Saumpfad zu erreichen und der Kalif entschied die Burg auszuhungern.
Als die Vorräte zur Neige gingen, habe der granduca aus der Milch von Frauen, die vor kurzem Mutter geworden waren, Ricotta herstellen lassen, den er in das Lager des Kalifen schleuderte. Die Araber waren davon überzeugt, dass die Burg über große Vorräte verfügte, weil sie Lebensmittel als Munition verwendeten und dass es nicht möglich sei, sie auszuhungern. Der Kalif kostete den Ricotta, der zu dieser Zeit bei den Arabern unbekannt war und erkrankte an Ruhr: Die Ärzte in seinem Gefolge versuchten, ihn mit einem Sud aus Salbei zu heilen, dies verschlimmerte jedoch die Situation. Gabir, der Neffe des Kalifen, befahl daher den Rückzug und die Burg kam frei. Der Ort, an dem der Ricotta niederging wurde Vinciguerra genannt, eine Ortsbezeichnung, die bis heute existiert.

### Die Gans mit den goldenen Eiern (La gallina dalle uova d’oro)
Man erzählt von Karl I. von Anjou, dass er hunderten Einwohnern von Stilo, die revoltiert hatten und in der Burg eingekerkert waren, nach einem Fluchtversuch Hände und Füße abhauen ließ, so dass sie in den schrecklichen Kerkern der Burg verbluteten. Dabei war es eines der Gefängnisse, bei denen es sinnlos gewesen wäre, den Eingang zu verschließen, denn es war kurz unterhalb der Mauern in den Felsen gegraben, in eine schwindelerregende Wand, die fünfhundert Meter zum Dorf hin abfiel. Man konnte nur von oben abgeseilt werden und wer fliehen wollte, wäre zu Tode gestürzt. Nur wenige kamen lebend aus dem Kerker heraus. Man erzählt von einer edlen Frau mit Namen Regina, die beschuldigt wurde, Magie zu treiben und die eine goldene Gans besaß, die jeden Tag ein goldenes Ei legte.
Der Gouverneur Costa Peloga war ein Schurke und wollte ihr das Geheimnis entlocken, aber die Dame sprach nicht. Daher ließ sie der Machthaber verprügeln und in der Burg einsperren. Der Neffe der Dame jedoch, Costa Condomicita, kam von Crotone, als er dies erfuhr, und begab sich an den Hof des Fürsten. In Stilo überreichte er dem Gouverneur reiche Geschenke, als ob nichts geschehen sei. Doch er verbündete sich mit dreizehn Freunden, und als er zu einem opulenten Festmahl eingeladen wurde, erfolgte das Komplott: Im Morgengrauen begaben sich die Verschwörer zum Palast des Gouverneurs und wurden eingelassen. Die Wachen wurden überrumpelt, als sie mit erhobenen Waffen eindrangen. Der Gouverneur versuchte sich mit einem verzweifelten Satz aus dem Fenster auf eine Terrasse zu retten, wurde jedoch gefangen und man sagt, dass er „dem Volk vorgeführt wurde, durch dessen Hände er den Tod erlitt, nachdem er die schlimmste Schmach erlitten hatte.“ Costa Condomicita wurde zum Gouverneur gewählt und seine Tante sofort befreit. Die Chronik berichtet nichts darüber, ob die Glücksgans weiterhin goldene Eier gelegt hat.